# Maria Bobrzecka
Maria Józefa Bobrzecka (ur. 4 lutego 1898 w Tarnowie, zm. 23 lipca 1957 w Krakowie) farmaceutka, członek konspiracyjnej grupy PPS.
Od 1899 roku zamieszkała w Krakowie, gdzie ukończyła szkołę powszechną im. św. Anny, następnie gimnazjum żeńskie im. Królowej Jadwigi. W latach 1916–1923 studiowała na Wydziale Farmacji Uniwersytetu Jagiellońskiego w Krakowie, jako jedna z pierwszych studentek. Dyplom magistra farmacji otrzymała 23 lipca 1923 r. W sierpniu 1923 roku przeprowadziła się do Brzeszcz, gdzie podjęła pracę w aptece „Pod Aniołem Stróżem”, której została właścicielem w 1927 roku. W 1938 roku apteka została przeniesiona do nowego budynku, gdzie istnieje do dziś. Konspiracyjne zadania podjęła w 1940 roku. Pod pseudonimem „Marta” działała w grupie PPS, udzielała pomocy także żołnierzom BCh i AK. Zajmowała się zaopatrywaniem więźniów obozu koncentracyjnego Auschwitz-Birkenau w leki, dostarczaniem materiałów opatrunkowych i żywności. Współdziałała z siatką konspiracyjną Jana Nosala. Jej dom pełnił funkcję skrzynki kontaktowej. Po zakończeniu działań wojennych bezpłatnie zaopatrzyła w lekarstwa szpital Polskiego Czerwonego Krzyża w Brzeszczach. Zmarła w 1957 roku w Krakowie. Pochowana na Cmentarzu Rakowickim.
Imieniem Marii Bobrzeckiej nazwano ulicę w Krakowie, a także (nieistniejące już) Gimnazjum nr 2 w Brzeszczach.
W Muzeum Farmacji Collegium Medicum Uniwersytetu Jagiellońskiego można zobaczyć portret Marii Bobrzeckiej namalowany przez Marię Niedzielską.